# Эндрюсарх
Эндрюса́рх (лат. Andrewsarchus mongoliensis) — вид вымерших гигантских плотоядных млекопитающих, обитавших в эпоху среднего — позднего эоцена (45—36 млн лет назад) в Центральной Азии (Внутренняя Монголия, Китай). Принадлежит к семейству триизодонтид из отряда мезонихий. Эти животные — примитивные копытные, сохранили пятипалые (либо четырёхпалые) конечности с копытами на каждом пальце. Единственный достоверно известный вид в одноимённом роде (Andrewsarchus), известен по единственному неполному черепу.

## Этимология названия
Название рода происходит от фамилии Роя Чепмена Эндрюса, руководившего экспедицией, в ходе которой были найдены окаменелые останки этого вида, и греческого слова ἀρχός — «главный», «лидер», «царственный». Видовой эпитет «mongoliensis» является отсылкой к географической местности, где были найдены окаменелости — Внутренней Монголии.

## История открытия
Эндрюсарх был описан Генри Осборном в 1924 году по единственному черепу (длиной 83,4 см), обнаруженному экспедицией Роя Чепмена Эндрюса во Внутренней Монголии. Череп был найден помощником палеонтологов Кань Чунь Пао (Kan Chuen Pao) весной 1923 года в эоценовых отложениях формации Ирдын Манга (Irdin Manha Formation), которая соответствует концу среднего эоцена.
В настоящее время череп выставлен в экспозиции Американского музея естественной истории в Нью-Йорке.

## Классификация и систематика
Систематическое положение рода Andrewsarchus всё ещё остаётся неясным. Первоначально, после открытия окаменелости вида возникло предположение, что найденный череп принадлежит гигантскому свинообразному из группы энтелодонов. Генри Осборн определил, что череп, по его мнению, принадлежит представителю мезонихий, который находится в тесной связи с родами Mesonyx и Harpalogestes. Мезонихии представлены млекопитающими в основном из палеогена Северной Америки и Азии. Они являются вымершей группой в пределах копытных, представители которой были преимущественно плотоядными, либо в меньшей части всеядными животными. Представители мезонихий сохранили пятипалые (либо четырёхпалые) конечности с копытами на каждом пальце. Также, согласно современным представлениям (М. Сполдинг, М. О’Лири и Дж. Гейтси, 2009), мезонихии входят в состав клады Cetartiodactyla, но положение их в ней остаётся не вполне определённым: есть данные как в пользу отнесения их к стем-группе данной клады, так и в пользу их вхождения в группировку Cetancodontamorpha (представленную в современной фауне китообразными и бегемотовыми).
Эндрюсарх обычно рассматривался в составе семейства триизодонтиды (Triisodontidae) — группы наиболее примитивных мезонихий. Однако, в последнее десятилетие, его включение в состав мезонихий и семейства Triisodontidae было поставлено под сомнение рядом кладистических анализов. Так, согласно данным анализа Geislera (2001), эндрюсарх не принадлежат ни к мезонихиям, ни к семейству Triisodontidae, и является сестринским таксоном парнокопытных, вместе с которыми он образует кладу, включающую также Hapalodectidae и мезонихид.
Согласно исследованию O’Leary и Gatesy (2008), мезонихии и эндрюсарх принадлежали Cetartiodactyla. Однако мезонихии и семейство Triisodontidae были более тесно связаны с китами, чем эндрюсарх, который, в свою очередь, близко родственен энтелодонтам и бегемотовым, а также большинству видов традиционно принадлежащих к антракотериям (кроме Libycosaurus) и родам Achaenodon и Индохиусы. В недавнем исследовании (Spaulding, 2009) он также был исключён из мезонихий и рассматривается авторами, как всеядное парнокопытное, принадлежащее к кладе Cetacodontamorpha.
По состоянию на 2016 год достоверно установлен только один вид в составе рода — Andrewsarchus mongoliensis. Имеются скудные сообщения о находках, якобы причисленных к двум другим видам — Andrewsarchus crassum и Andrewsarchus henancusis. Однако про Andrewsarchus henancusis в литературе имеются лишь упоминания, а потому принадлежность вида спорная. Помимо фауны Ирдын-Манга, имеются указание на находки фрагментарных останков эндрюсарха в примерно одновозрастных фаунистических комплексах Дунцзюнь (Dongjun), Хэтаоюань (Hetaoyuan) и Луши (Lushi) на территории Китая. Эндрюсарх из Дунцзюня, описанный по отдельным зубам (два нижних премоляра), может относиться к другому виду — Andrewsarchus crassum. Однако валидность подобного выделения отдельного таксона остаётся сомнительной и очень спорной.
Как возможный синоним применяется Paratriisodon, который в 1959 году был описан на основании фрагмента нижней челюсти длиной 34 см и отдельных зубов верхней челюсти из отложений верхнего эоцена формации Луши в китайской провинции Хэнань.

## Описание

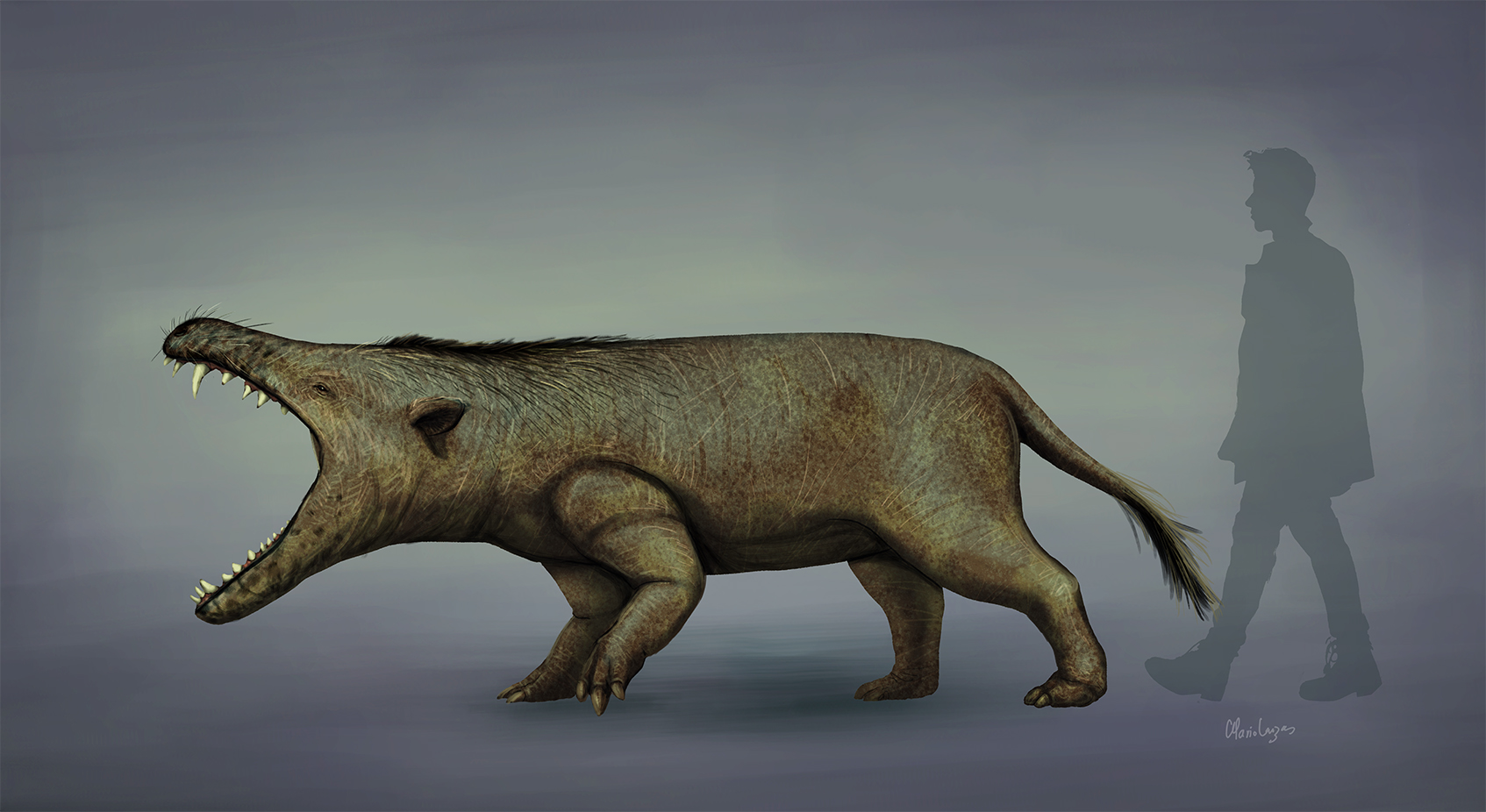
Сравнение размеров эндрюсарха и человека

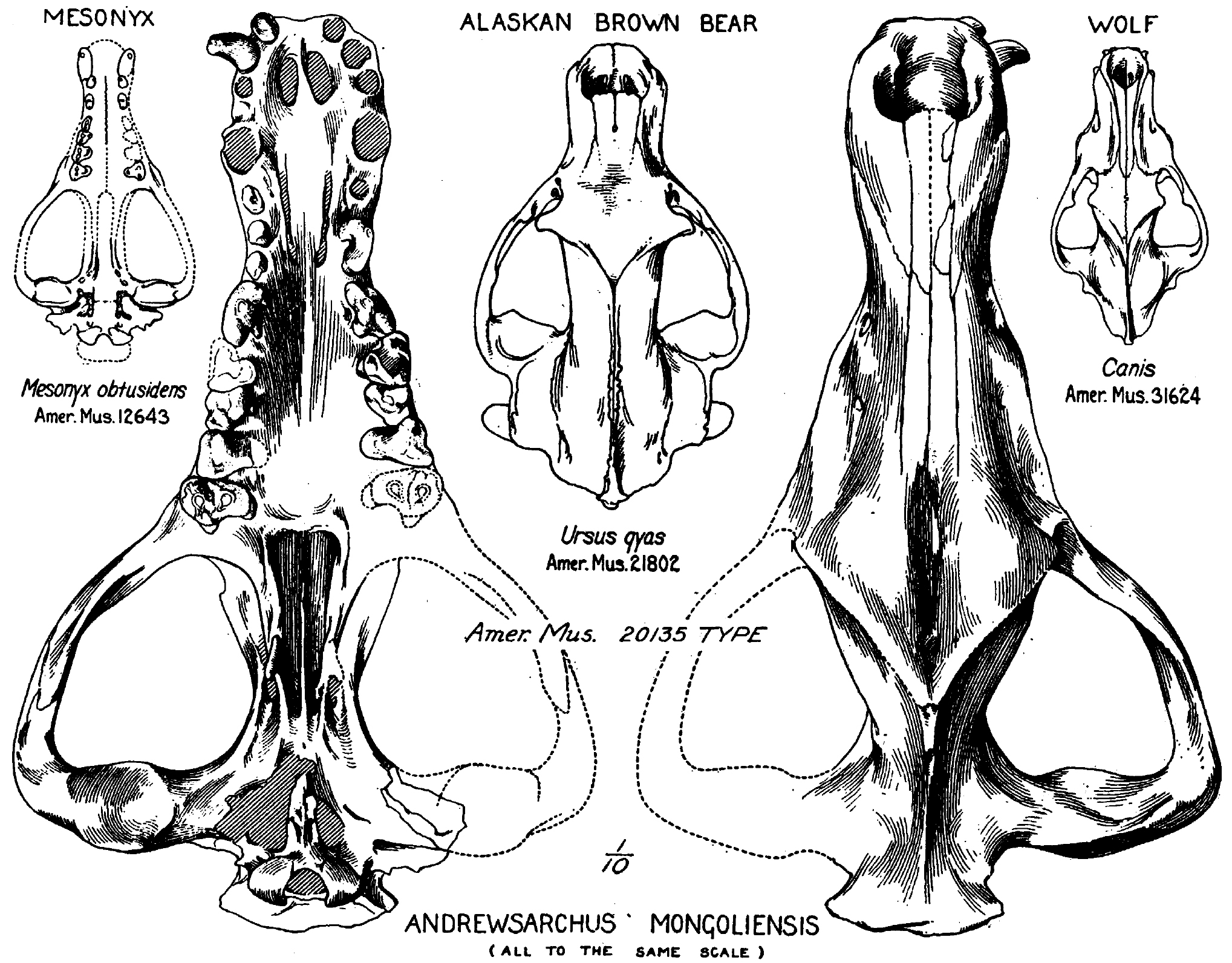
Сравнение черепа эндрюсарха с черепами мезоникса, волка и бурого медведя (Osborn, 1924)

Эндрюсарх считается одним из наиболее крупных когда-либо существовавших сухопутных млекопитающих-хищников (сейчас самый крупный сухопутный хищник — белый медведь). Длина черепа составляла 83,4 см (у современного бурого медведя — не более 55 см), а ширина черепа на уровне скуловых дуг — 56 см. На основании реконструкций предполагается, что общая длина тела эндрюсарха составляла 3,8 м; по другим оценкам, длина тела составляла 4,5 м, при длине хвоста до 1,5 м. Высота в холке, видимо, составляла до 1,6 м. Вес мог достигать одной тонны.
Животное обладало низким черепом с длинной мордой и очень широкими скуловыми дугами. Клыки и резцы крупные, коренные зубы тупые. Зубная формула — {\displaystyle I{3 \over 3}C{1 \over 1}P{4 \over 4}M{3 \over 3}}. Как и у других мезонихий, полость головного мозга имела относительно небольшие размеры. При этом височное отверстие было широким, а сагиттальный гребень был достаточно высок (эти признаки в совокупности с низким положением нижнечелюстного мыщелка свидетельствуют о большой развитой височной мышце и наличии мощного укуса). Осборн в первоописании вида обращает внимание на «огромные размеры» несохранившихся клыков, судя по размерам альвеол.
Изначально эндрюсарха изображали волкоподобным и довольно длинноногим животным с большой вытянутой головой, поскольку реконструкцию основывали на сравнении с более мелким мезонихидом — синоплотерием (дромоционом). Подобная реконструкция основывалась на том, что на протяжении длительного времени это млекопитающее считалось близким родственником представителей рода мезониксы — хищников, которых преимущественно реконструировали как волкоподобных животных, хотя они возникли задолго до появления настоящих волков. Согласно современным представлениям эндрюсарх имел длинное тело, короткие ноги и большую вытянутую голову. Традиционно эндрюсарха изображают пальцеходящим, опирающимся на четыре пальца, в соответствии со строением мезонихид, чьи скелеты известны. Возможно, он сохранил пятипалые лапы, как более архаичные мезонихиды. Лапы, вероятно, как и у других мезонихид, были с копытами на каждом пальце, причём терминальные фаланги конечностей были, как и у кондиляртр, глубоко расщеплены продольной щелью.
По мнению палеонтолога К. Еськова, Иван Ефремов в своём романе «На краю Ойкумены» описал под именем «гишу — ужас ночей, пожиратель слонов» именно эндрюсарха.

## Образ жизни
Об образе жизни практически ничего не известно. Низкий сагиттальный гребень и бугорчатые щёчные зубы свидетельствуют о всеядности животного. В то же время «набитые» в плотный ряд зубы были способны перемалывать кости. О плотоядности эндрюсарха говорит удлинённой формы клыковидная вторая пара резцов и широкий зев. Резцы, превращённые в дополнительные клыки, вероятно, позволяли животному крепче вцепляться в плоть, возможно, отрывать куски мяса от туши. Анатомические особенности строения челюстного сустава позволяли животному широко открывать пасть, задействуя щёчные зубы при захвате больших кусков. Для высокоспециализированных хищников, напротив, характерной является укороченная морда, а общее количество зубов уменьшено по сравнению с менее специализированными.
Очень крупные размеры делали животное неповоротливым. Также, низкопрофильный длинномордый череп с весьма маленькими, ориентированными практически в стороны глазами и довольно широкая носовая впадина черепа свидетельствуют, что эндрюсарх по-видимому мог быть приспособленным падальщиком. Также он, видимо, мог отгонять от добычи более мелких хищников (например, мезонихида гарпаголеста, достигавшего размеров крупного медведя). Не исключено, что эндрюсарх мог также охотиться и на живую добычу.
Существует предположение о возможном полуводном образе жизни и о его вероятном питании рыбой (по аналогии с длинным черепом у рыбоядных рептилий, таких как крокодилы, гавиал и фитозавр). Однако притуплённая форма щёчных зубов противоречит версии о исключительном питании рыбой. Обитание эндрюсарха у водоёмов нельзя полностью отрицать — он мог встречаться на побережьях, где подбирал выброшенную на берег падаль, или даже охотиться на сравнительно некрупных животных. Обитание зверя на морских побережьях также возможно, но в эоцене, согласно современным представлениям палеонтологии, известные места находок были довольно далеко от тогдашних морей.
Череп, сходный по форме с черепам энтелодонтов, свидетельствует о том, что эндрюсарх скорее всего был всеядным, наподобие современных медведей, и питался в том числе падалью, молодыми и некрупными животными, отгоняя от добычи более мелких хищников.
Из-за своего систематического положения, близкого к копытным, в сочетании с вероятно хищным образом жизни эндрюсарх в документальном фильме ВВС «Прогулки с чудовищами» был назван своеобразной «овцой в волчьей шкуре» (англ. the sheep in wolves clothing).

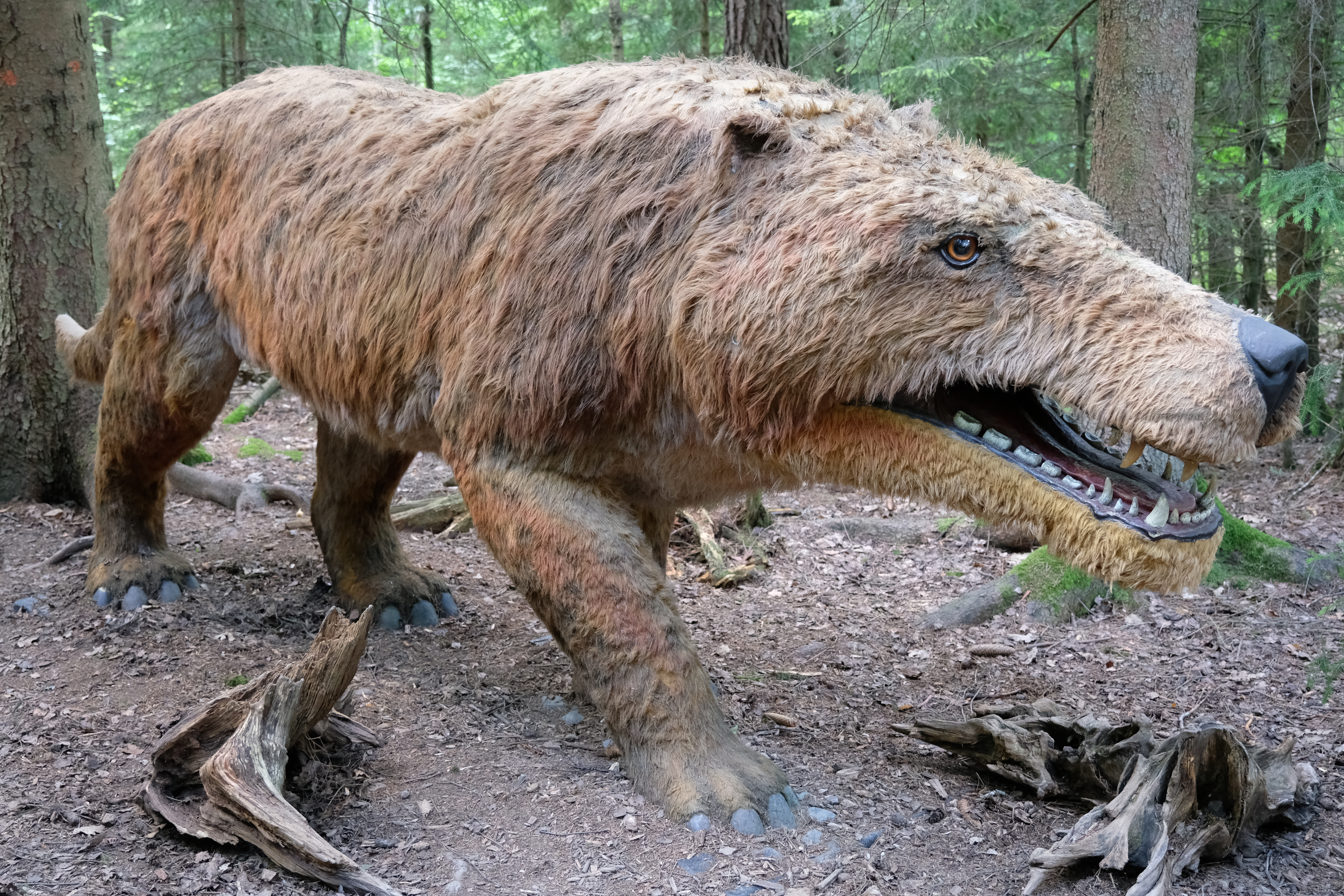
Полноразмерная реконструкция в музее динозавров в Германии
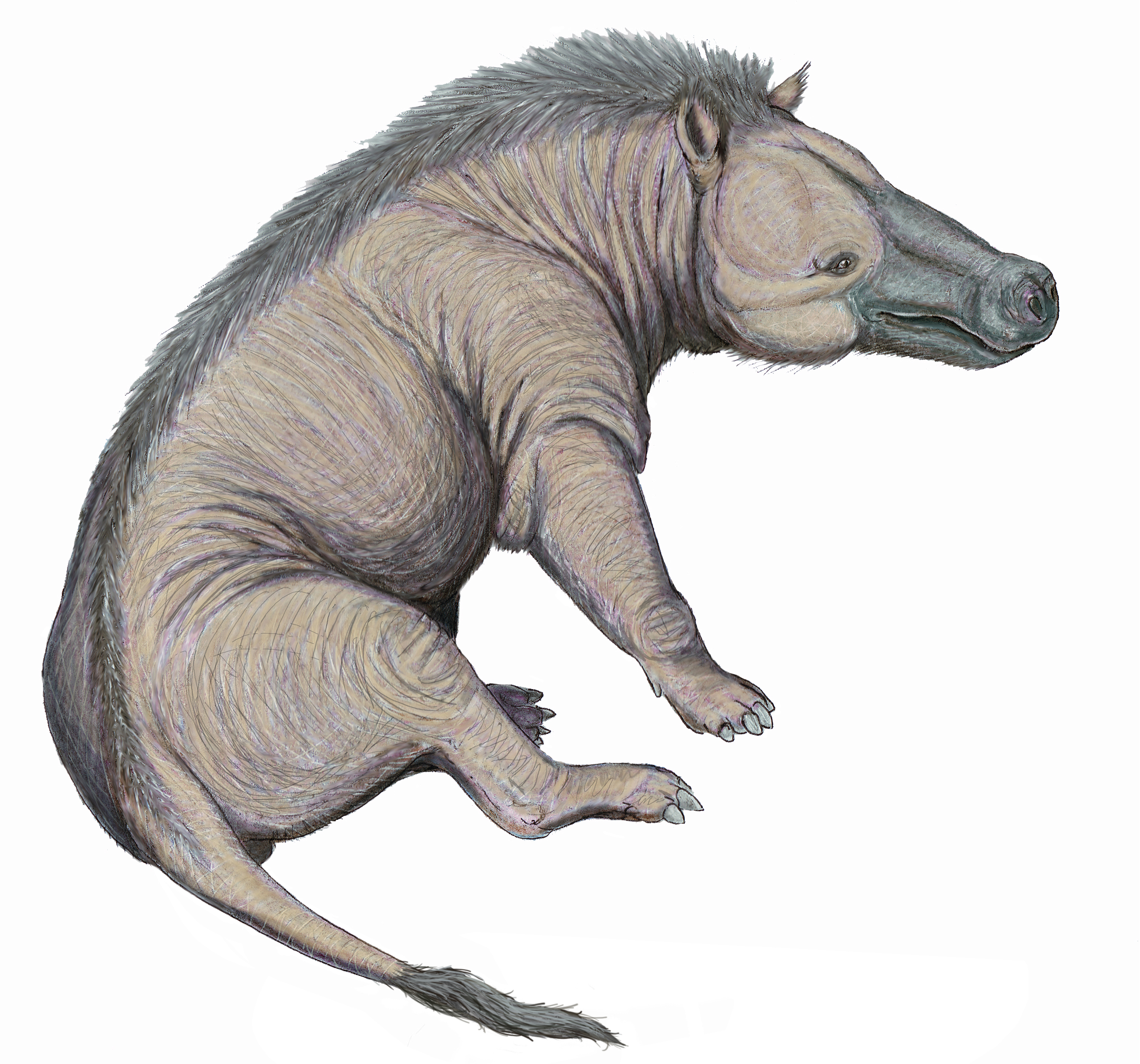
Реконструкция
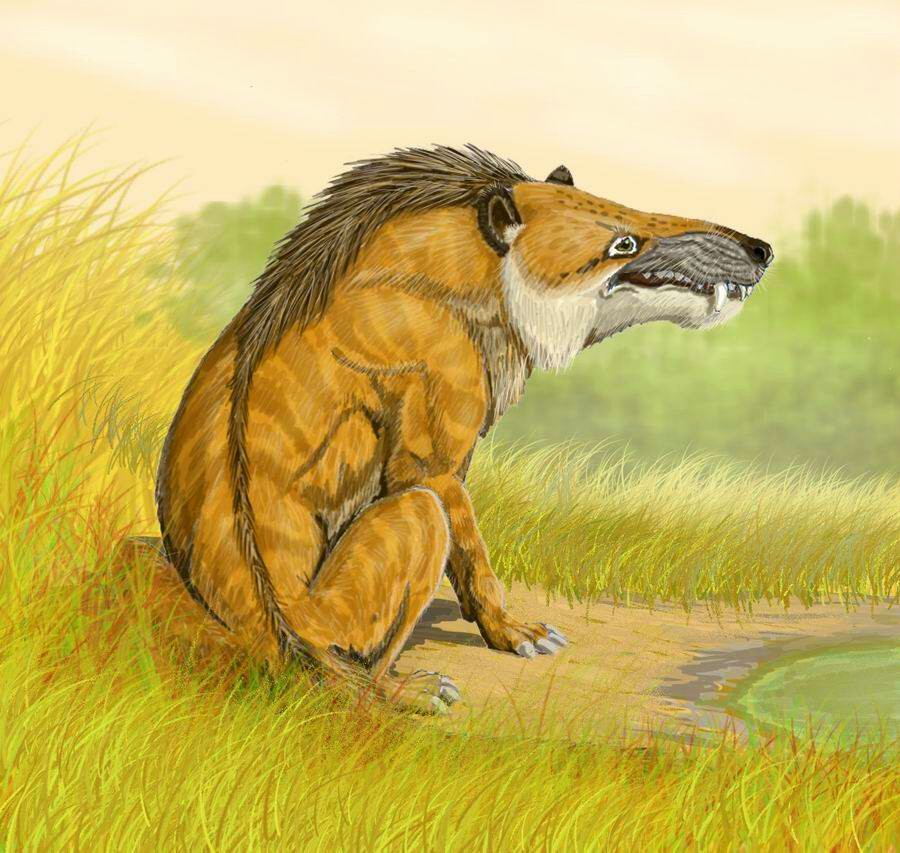
Эндрюсарх в дикой природе (реконструкция)
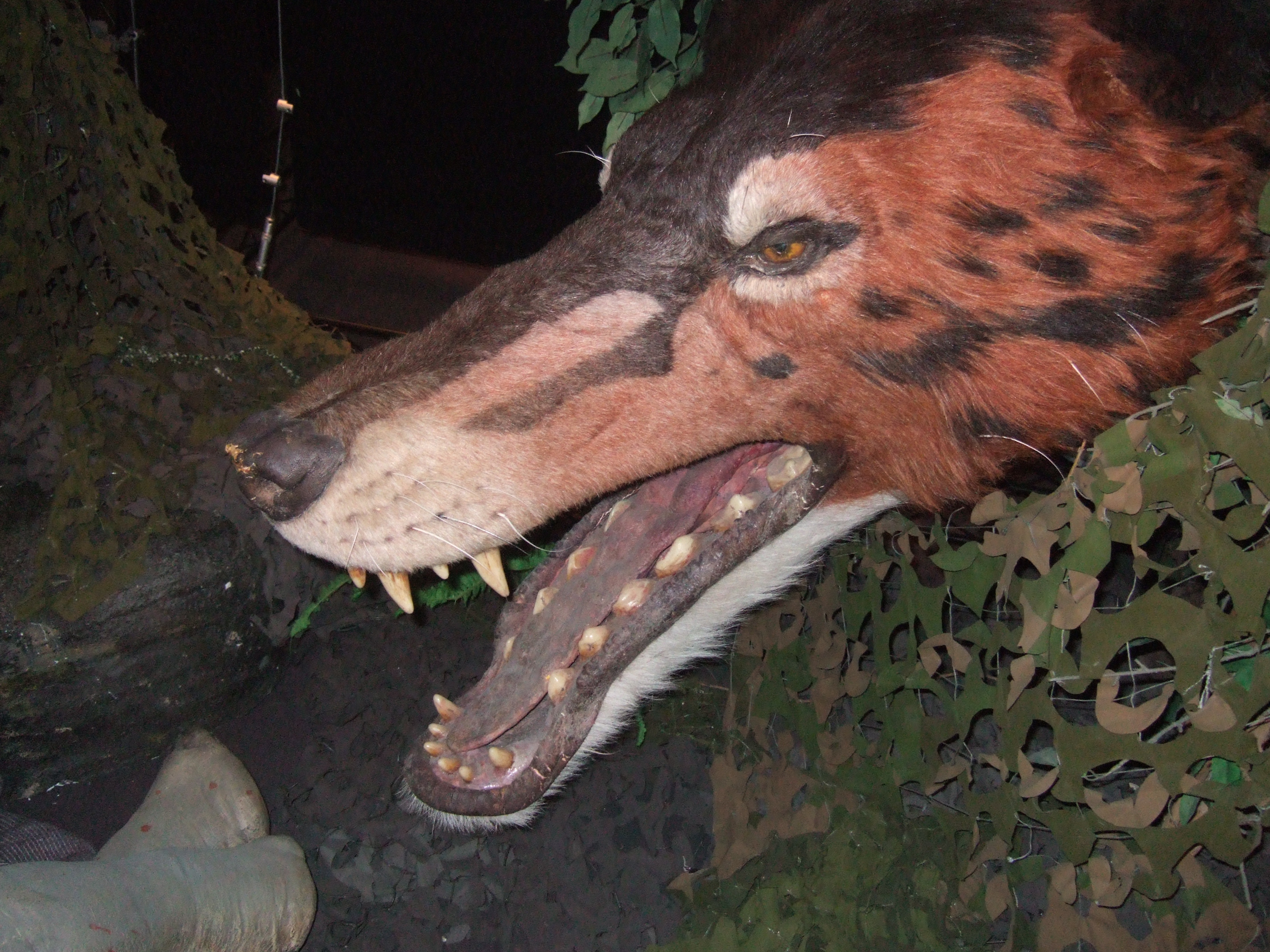
Модель головы